# Edpnet
edpnet is een virtuele internet service provider (ISP), actief sinds 1999 in onder andere België en Nederland. In België heeft edpnet 46.000 vaste en 20.000 mobiele klanten (cijfers november 2023). In maart 2023 werd edpnet overgenomen door Proximus, in november 2023 werd het bedrijf door Proximus verder verkocht aan Citymesh.

## België
In België biedt edpnet internetverbindingen aan via VDSL, SDSL, EFM en glasvezel (met lancering van FTTH via Proximus in Q1 2018). Er wordt Shared en Dedicated Hosting en een hosted-e-mailoplossing aangeboden. Het bedrijf levert vaste telefonie via VoIP en mobiele telefonie (als MVNO).

## Nederland
In Nederland worden grosso modo dezelfde diensten aangeboden, met hier en daar enkele verschillen in productnamen, voorwaarden en prijzen. Het bedrijf bood digitale televisie aan via DVB-T.
Eind juni 2018 verdween DigiTV van de website. edpnet Digi TV gaat stoppen in Nederland wegens de overgang naar DVB-T2 en HEVC. Klanten kunnen TV blijven kijken totdat hun signaal is omgezet.